# Soron
Soron é uma cidade  no distrito de Etah, no estado indiano de Uttar Pradesh.

## Geografia
Soron está localizada a 27° 53′ N, 78° 45′ L. Tem uma altitude média de 179 metros (587 pés).

## Demografia
Segundo o censo de 2001, Soron tinha uma população de 26,722 habitantes. Os indivíduos do sexo masculino constituem 54% da população e os do sexo feminino 46%. Soron tem uma taxa de literacia de 49%, inferior à média nacional de 59.5%: a literacia no sexo masculino é de 57% e no sexo feminino é de 41%. Em Soron, 17% da população está abaixo dos 6 anos de idade.